# The Powerpuff Girls (serie de televisión de 2016)
The Powerpuff Girls (Las chicas superpoderosas en Hispanoamérica y Las supernenas en España) es un reinicio animado de la serie homónima original de los años 1990. Se centra en Blossom, Bubbles y Buttercup, tres superheroínas nacidas a partir de un experimento científico, quienes constantemente deben alternar entre una vida cotidiana y salvar la ciudad de Townsville de diversos peligros para volver a casa «antes de la hora de dormir». La serie se estrenó el 4 de abril de 2016 en Estados Unidos e Hispanoamérica, y en España el 4 de junio de 2016.

## Argumento
La serie se centra en las Powerpuff Girls: Blossom, Bubbles y Buttercup, tres pequeñas hermanas conocidas por sus extraordinarios superpoderes, desarrollados a partir de una poderosa sustancia denominada como «químico X» («Chemical X»). El programa se basa tanto en la premisa de ser un superhéroe como en los eventos de la vida cotidiana, mostrando las hazañas de las Powerpuff Girls como defensoras de la ciudad de Townsville y sus vidas como niñas normales que acuden a la escuela primaria. La historia supone ser una continuación de la serie original, con temas enfocados en el crecimiento de estas; ya no son niñas de edad preescolar, por lo que algunos aspectos de la serie original fueron cambiados por temas mejor relacionados con la adolescencia, tales como el uso de redes sociales o el fanatismo por bandas de chicos, e incluso cambiando elementos como el anterior teléfono fijo de las protagonistas por un teléfono móvil inteligente.
Las Powerpuff Girls tienen varios enemigos, tales como Mojo Jojo, Princesa o Him, por lo que el alcalde de la ciudad se encarga de llamarlas para que los enfrenten. Asimismo, si surge algún problema, las protagonistas reciben la ayuda de su padre, el profesor Utonium.

## Personajes
Las protagonistas son Blossom, Bubbles y Buttercup, mejor conocidas como las Powerpuff Girls, tres niñas que viven con su creador, el profesor Utonium, en las afueras de la ciudad ficticia de Townsville. Durante un primer fragmento de la secuencia de apertura, el narrador de la serie describe la creación de las protagonistas como un accidentado experimento científico que mezcló «azúcar, especias y todo lo bonito» con el potente «químico X».
El profesor Utonium pretendía mediante su experimento la creación de la «niña perfecta», pero en cambio nacieron las Powerpuff Girls; tres niñas con características sobrehumanas, cuyas habilidades incluyen la superfuerza, poder volar y tomar la forma de cualquier cosa que puedan imaginar. Estas se encargan de mantener a la ciudad de Townsville libre de diversos peligros, como el ataque de monstruos gigantes o del malvado simio Mojo Jojo, entre otros villanos. Cuentan también con la ayuda del profesor y del alcalde de Townsville, quien las llama a través de un teléfono móvil especial en cada ocasión que la ciudad necesita ser salvada. Cada chica tiene un color que la caracteriza: el de Blossom es el rosa, el de Bubbles el azul y el de Buttercup el verde. Además, cada una tiene una personalidad distintiva:
- Blossom (Pétalo en España, Bombón en Hispanoamérica),[14][15] interpretada por Amanda Leighton:[16] es la líder del trío protagonista. Se caracteriza por ser una niña ordenada, inteligente y aplicada a sus obligaciones como líder del grupo. Es pelirroja y usa un gran moño rojo en su cabeza.

- Bubbles (Burbuja en las versiones en español),[14][17] interpretada por Kristen Li:[16] es la más emocional de las Powerpuff Girls. Le gustan los animales, e incluso tiene un pulpo de peluche llamado Octi y un mejor amigo unicornio. Es rubia y usa dos pequeños moños amarrados con dos colitas azules.

- Buttercup (Cactus en España, Bellota en Hispanoamérica),[14][18] interpretada por Natalie Pelamides:[16] es la más ruda del trío. Su personalidad es menos femenina que la de sus hermanas, por lo que suele ser el polo opuesto a ellas. El cabello de Buttercup es negro y siempre lo lleva suelto.

- Bliss (Cristal en España, Brisa en Hispanoamérica) interpretada por Olivia Olson: Bliss hizo su primera aparición en el episodio de cinco partes «The Power of Four». Es la primera creación del profesor Utonium con base en la fórmula de la «niña perfecta», pero escapa y permanece desaparecida durante diez años por considerarse a sí misma peligrosa. Es más alta que sus hermanas y tiene el cabello de color azul eléctrico.

## Episodios
| Temporada | Temporada | Episodios | Episodios | Emisión original                                                  | Emisión original         |
| Temporada | Temporada | Episodios | Episodios | Primera emisión                                                   | Última emisión           |
| --------- | --------- | --------- | --------- | ----------------------------------------------------------------- | ------------------------ |
|           | 1         | 39        | 39        | 4 de abril de 2016                                                | 24 de diciembre de 2016  |
|           | 2         | 43        | 43        | 3 de marzo de 2017                                                | 13 de mayo de 2018       |
|           | 3         | 40        | 40        | 13 de mayo de 2018                                                | 16 de junio de 2019      |
|           | Cortos    | 10        | 5         | 15 de febrero de 2016 (Televisión) 16 de febrero de 2016 (Online) | 24 de junio de 2016      |
|           | Cortos    | 10        | 5         | 3 de marzo de 2017                                                | 25 de septiembre de 2016 |
|           | Especial  | Especial  | Especial  | 30 de junio de 2018                                               | 30 de junio de 2018      |

## Antecedentes
Craig McCracken concibió originalmente a The Powerpuff Girls en 1991 como The Whoopass Girls y tuvo la oportunidad de exhibir el primer cortometraje de estos personajes en el Festival de animación de Spike y Mike en 1994. El primer cortometraje en que se le llamó Powerpuff Girls fue «Meat Fuzzy Lumpkins» (1995), mismo que ha sido calificado como «bizarro» por su particular estilo de comedia. El segundo cortometraje, «Crime 101» (1996), fue el que permitió que The Powerpuff Girls se convirtiera en una serie regular de la cadena Cartoon Network. La serie duró desde el 18 de noviembre de 1998 hasta el 25 de marzo de 2005, totalizando seis temporadas. Hasta 2014, las ganancias generadas por la serie fueron estimadas en $2.5 mil millones USD. Además, el equipo de Entertainment Weekly la calificó como la mejor y la más icónica serie de Cartoon Network en 2012. El último especial considerado como parte de la serie original es «Powerpuff Girls: Dance Pantsed» (2013), el cual fue producido con animación CGI.

## Producción y estrategias creativas
Cartoon Network anunció la producción de este reboot el 16 de junio de 2014. Este, a su vez, vendría acompañado de una nueva licencia mundial que soportaría a diferentes regiones y a la producción de nuevos productos de consumo. El nuevo diseño de los personajes, caracterizado por ser ligeramente diferente al diseño original —en especial en las tres protagonistas—, estuvo a cargo de la artista Cheyenne Curtis, y fue mostrado por primera vez el 9 de junio de 2015 junto con el nuevo reparto de actrices para las Powerpuff Girls. Nick Jennings y Bob Boyle trabajarían como productores ejecutivos del programa. Jennings, por su parte, se refirió a la calidad gráfica de la serie original como «[visualmente] fuerte», pero mencionó que la misma podría ser un posible impedimento para que las audiencias conectaran con el nuevo material, por lo que algunos aspectos del diseño fueron «suavizados» con líneas más delgadas. Además, cada Powerpuff Girl tuvo una añadidura en su peinado: el aumento de tamaño del moño de Blossom, las colitas en el cabello de Bubbles y los picos detrás de la cabeza de Buttercup. A pesar de todos estos cambios, la mayor parte de los aspectos de la serie original se mantuvieron iguales.
El cambio de actrices de voz para las protagonistas fue descrito como una decisión «estrictamente creativa [de Cartoon Network]» y se aplicaría incluso en el doblaje hispanoamericano de la serie para «ajustarlo» a la versión estadounidense. Amanda Leighton, Kristen Li y Natalie Palamides fueron escogidas como las nuevas voces oficiales de Blossom, Bubbles y Buttercup, respectivamente. Al respecto, Catherine Cavadini, Tara Strong y Elizabeth Daily —quienes fueron las voces de las Powerpuff Girls en la serie original— expresaron su tristeza al no haber sido llamadas para volver a interpretar a sus respectivos personajes icónicos en la nueva serie. Sin embargo, algunos actores de la serie original volvieron para interpretar a sus antiguos personajes, entre ellos Tom Kenny como el narrador y el Alcalde, Roger L. Jackson como Mojo Jojo y Jennifer Hale como la maestra Keane, pero no como Princess Morbucks. Craig McCracken —el creador original de The Powerpuff Girls— trabajaba para Disney con su serie Wander Over Yonder y no participó en este reboot. Tom Kenny aseguró en mayo de 2015 que McCracken le daba su bendición al programa, lo que fue desmentido por el propio McCracken en mayo de 2016. McCracken también confesó que deseaba que Cartoon Network detuviera sus planes de relanzar la franquicia de The Powerpuff Girls, pero también estaba consciente de que los planes financieros para la serie ya estaban en marcha y que no podía detenerlos.
Cartoon Network y Golden Wolf produjeron la animación de la secuencia de apertura de la serie, mientras que la banda Tacocat interpretó la canción «Who' s Got The Power» para la misma. Previamente al estreno de la serie, tres cortometrajes animados fueron cargados a internet: «Air Buttercup», «Bubbles' Beauty Blog but on Video» y «Run, Blossom, Run», así como una versión extendida de la apertura. La licencia total para la producción de juguetes de la serie quedó en un principio en manos de la empresa Spin Master. Además, la marca Moschino lanzó en febrero de 2016 la primera colección de ropa y accesorios inspirados en las nuevas Powerpuff Girls.
Diversas estrategias fueron aplicadas para promocionar la serie, tales como el preestreno del episodio «Man Up» vía streaming en la plataforma de iTunes o la inauguración de un sitio web que permitía crear un personaje personalizado con el estilo de las Powerpuff Girls. Además, el 14 de marzo de 2016 se efectuó la exhibición del episodio «Horn, Sweet Horn» durante el cierre del festival South by Southwest de Austin, Texas. En México y Argentina la serie fue presentada en eventos de exhibición similares.

## Recepción
The Powerpuff Girls recibió críticas positivas en sus primeras exhibiciones. No obstante, tras el estreno por televisión, las publicaciones de diversos sitios web y las reacciones de los fanes de la serie original fueron mayormente negativas. Eric Thurm, de Slate.com, criticó la insistente caracterización «autoconsciente» de la serie sobre sus mensajes feministas, argumentando que los mejores episodios de la serie original trataban estos mensajes sin tanta obviedad mientras se exploraban «diferentes historias, la calidad de animación, parodias de género flexibles o el entretenimiento simple», poniendo como ejemplo el episodio «Best Rainy Day Adventure Ever» (2000). Thurm criticó que este reboot particularmente suele utilizar al personaje de Man Boy para «crear el escenario para una literal batalla de sexos», aspecto que consideró divertido, pero que también parece forzar a las Powerpuff Girls a «justificar su existencia». Jessica Swarts, de Inverse, expresó que las nuevas audiencias podrían no tener idea del origen o propósito que tienen los villanos de la serie original en este reboot, al no haber una introducción alguna para esos personajes. Además, Swarts calificó al programa como «una caricatura mediocre» y mencionó que pierde la oportunidad de explorar a sus otros personajes al centrarse demasiado en las tres protagonistas y sus ya conocidas personalidades. Por su parte, Frida Gurewitz, de The Occidental Weekly, aseguró que la parte más frustrante de este reboot, aparte de su «mediocre» reparto de voces y la «escritura deficiente» de los episodios, es la poca lucidez de las protagonistas al desempeñarse como heroínas de su ciudad: «No patean traseros tanto como solían hacerlo», escribió Gurewitz. Con respecto a la animación, Shelby Watson de The All State escribió: «La animación está más allá de lo flojo [y] La dirección de arte es catastrófica. Los animadores habitualmente se olvidan de sus propias reglas para darle vida a sus personajes, lo que conlleva a un estilo desarticulado que parece no importarle a ellos mismos». Watson también notó inconsistencias en el diseño de personajes y mal uso de perspectivas, lo que consideró como algo «que no debería suceder en un estudio [de animación] profesional».
Por otra parte, muchos fanes de la serie de original se quejaron de los guionistas de este reboot a través de redes sociales —particularmente en comunidades del sitio web Tumblr—, acusándolos de escribir «diálogos flojos» y de «flanderizar» (exagerar) a los personajes. El episodio «Horn, Sweet Horn», en particular, fue percibido como una alegoría a las personas transgénero, mostrando al personaje de Donny, un poni que intenta transformarse en un unicornio utilizando un láser experimental creado por el profesor Utonium, pero que resulta convertirse en un monstruo y empieza a aterrorizar la ciudad. Nick Jennings —productor del programa— aseguró que existe un subtexto en el episodio, especialmente en los cuestionamientos «¿qué eres por dentro?», «¿qué eres en el exterior?», «¿cómo te identificas?» y «¿cómo te ve la gente?». Sulagna Misra, de Fusion, describió a Donny como «una interesante metáfora sobre la identidad transgénero», pero mencionó que la decisión de mostrar la transformación del personaje como la de un monstruo rompe con la metáfora y la subversión del capítulo entero. Marie Solis, del sitio web Mic, percibió que aquello fue un intento fallido de tratar temas sociales en una serie infantil y lo comparó desfavorablemente con el episodio «Twisted Sister» (2000) de las Powerpuff Girls originales, en el cual las protagonistas crean a Bunny, un personaje con problemas mentales y deformidades físicas. Por su parte, Dorian Dawes, de la revista Bitch, fue extremadamente crítico con «Horn, Sweet Horn», denunciando que el episodio es «irresponsable para la demografía principal de la serie», y sintió que el episodio fue escrito solamente para que los productores se sintieran correctos con la inclusión de temas sobre transgénero. El mensaje de «Horn, Sweet Horn» tampoco fue bien recibido dentro de comunidades LGBT en línea.
Otras controversias también se suscitaron en lo respectivo a personajes originales de este reboot. El guionista Jake Goldman resultó fuertemente criticado por asemejarse al personaje de Jared Shapiro, el interés platónico de Blossom en varios episodios. En cierta escena, la pequeña proyecta una fantasía romántica con un Jared musculoso sin camisa. Si bien el personaje no fue creado por Goldman, sino por el guionista Haley Mancini y el coproductor Bob Boyle, sus características físicas sí se basan en las de Goldman, quien también le brindó voz al personaje. Pese al revuelo, el equipo de la serie sostuvo que Goldman poco tenía que ver con Jared en el campo de los guiones.
Por otro lado, se criticó la adición del personaje de Bliss como la «cuarta Powerpuff Girl» a propósito de añadirle variedad racial a la serie. Algunos comentarios en línea apuntaron a que el personaje fue supuestamente creado por la presión interpuesta por los llamados «guardianes de la justicia social» (o SJW, por sus siglas en inglés) a favor de añadir diversidad de personajes en series y películas, y a que su larga estatura y caderas amplias representaban al afroamericano estereotípico, a la vez que se le presenta como «incontrolable y peligrosa». Algunas de estas denuncias también fueron vistas como «desagradables» y «racistas». Otros comentarios apuntaban a que Bliss parecía anular la existencia de Bunny, la primera «cuarta Powerpuff Girl», que poseía una discapacidad intelectual y fue vista en un solo episodio en la serie original.
Otra de las quejas causadas por este reboot fue originada por el rediseño de la maestra Keane, que elimina los senos del personaje. Asimismo, la decisión de no incluir al personaje de Sara Bellum desde el episodio «Bye, Bye, Bellum» también fue recriminada por los fanes de la serie original. El productor ejecutivo Nick Jennings indicó que la ausencia del personaje se debe a que este «no es un indicativo del tipo de mensaje que nosotros (Cartoon Network) queremos dar en estos tiempos». La serie también ha sido percibida como una excusa para lucrar a través de la venta de merchandising; «No es más que una máquina de hacer dinero manipulando la ingenuidad de una generación», escribió Nina Crosby para el sitio web Daily Bruin, asegurando también que la serie está «envuelta en un desesperado intento de emular la cultura popular» utilizando memes y otros recursos populares en Internet. También se ha visto ideales progresistas insertados en el programa; sobre esto, Kody Goff de The Daily Athenaeum, consideró que la serie Steven Universe e incluso las Powerpuff Girls originales tienen más éxito al transmitir esas ideologías, y que este reboot «no es malo por contener connotaciones progresistas o incluso feministas; es malo porque es flojo, cínico y sin gracia».